# Bokhoven
Bokhoven est un village situé dans la commune néerlandaise de Bois-le-Duc, dans la province du Brabant-Septentrional. En 2009, le village comptait 290 habitants.

## Géographie
Bokhoven est situé sur la rive gauche de la Meuse, dans le nord-ouest de la commune de Bois-le-Duc, entre Engelen et Hedikhuizen, en face d'Ammerzoden.

## Histoire
Ancien comté indépendant, Bokhoven fut également une commune à part entière jusqu'au 1er janvier 1922, date de son rattachement à Engelen.

## Galerie

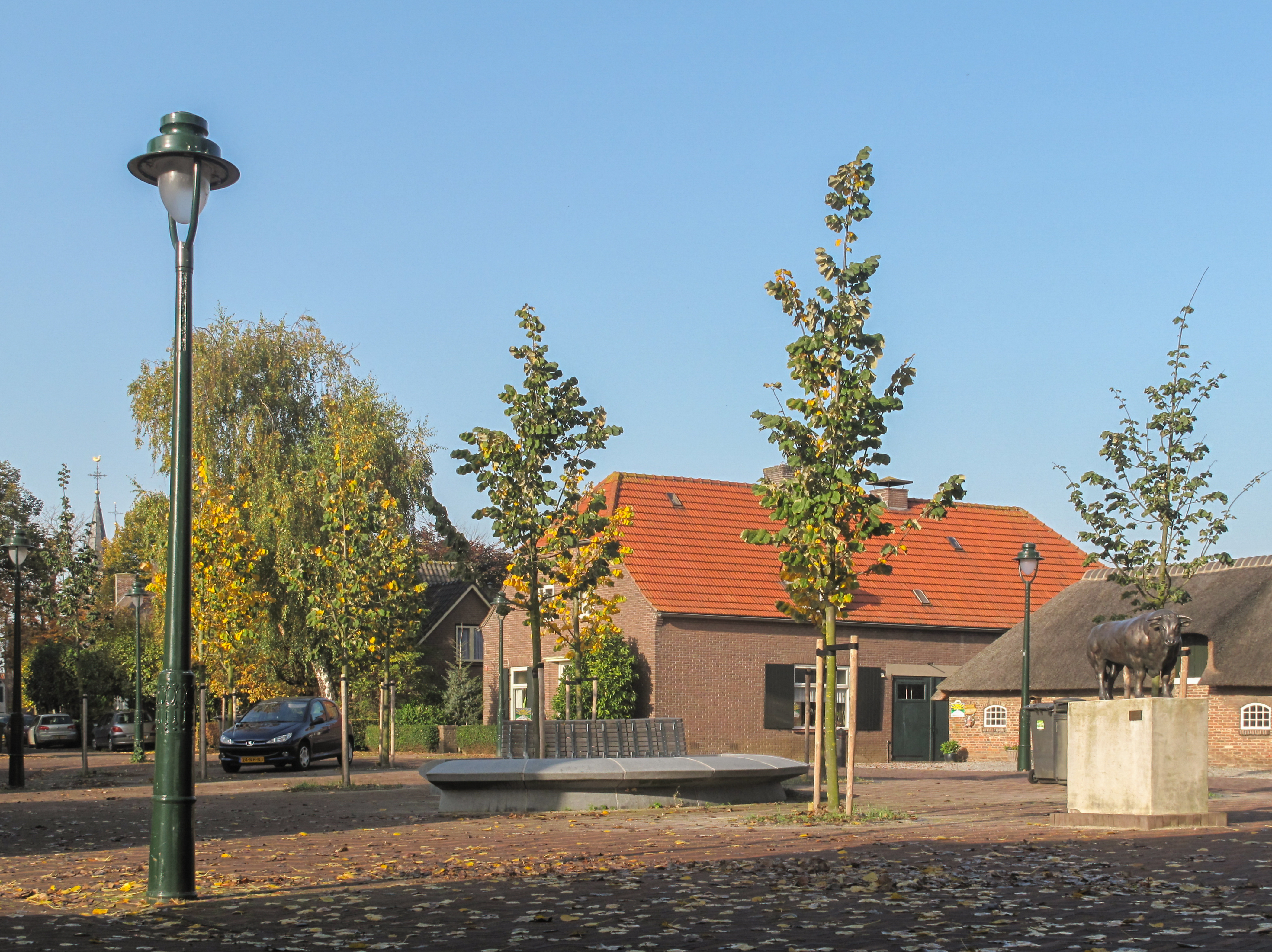
Bokhoven, vue sur la rue : Driekoningenplein.

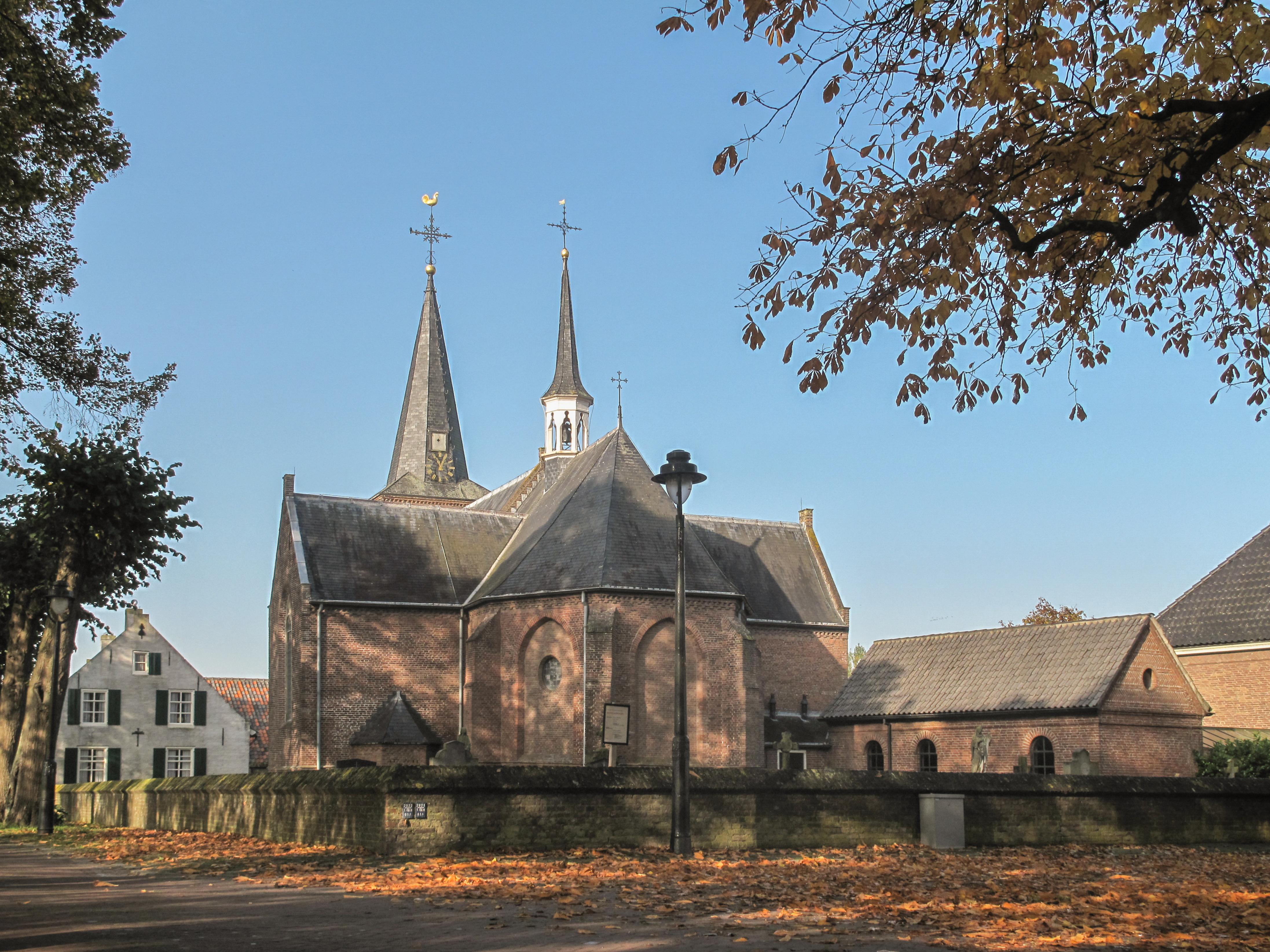
Bokhoven, église : Kerk van de Sint Antonius Abt.